# Copa Panamericana de Voleibol Masculino de 2006
La I Copa Panamericana de Voleibol Masculino se celebró del 5 de junio al 11 de junio de 2006 en Baja California, México. El torneo contó con la participación de 7 selecciones nacionales de la NORCECA.

## Grupos
| Grupo A              | Grupo B        |
| -------------------- | -------------- |
| México               | Estados Unidos |
| Trinidad y Tobago    | Panamá         |
| República Dominicana | Cuba           |
| Canadá               |                |

## Primera ronda
– Clasificados a las semifinales. 
     – Clasificados a los cuartos de final.
     – Pasan a disputar la clasificación del 5.º al 8.º lugar.

### Grupo A
| Pos | Equipo               | PJ | PG | PP | SF | SC | DS | PTS |
| --- | -------------------- | -- | -- | -- | -- | -- | -- | --- |
| 1   | México               | 3  | 3  | 0  | 9  | 4  | +5 | 6   |
| 2   | Canadá               | 3  | 2  | 1  | 8  | 4  | +4 | 5   |
| 3   | República Dominicana | 3  | 1  | 2  | 6  | 6  | 0  | 4   |
| 4   | Trinidad y Tobago    | 3  | 0  | 3  | 0  | 9  | -9 | 3   |

#### Resultados
| Fecha    | Encuentro                                | Resultado | Set   | Set   | Set   | Set   | Set   | Puntuación total | Tiempo |
| Fecha    | Encuentro                                | Resultado | 1     | 2     | 3     | 4     | 5     | Puntuación total | Tiempo |
| -------- | ---------------------------------------- | --------- | ----- | ----- | ----- | ----- | ----- | ---------------- | ------ |
| 05-06-06 | Canadá - República Dominicana            | 3 - 1     | 23:25 | 25:19 | 25:18 | 25:18 |       | 98 - 80          |        |
| 05-06-06 | México - Trinidad y Tobago               | 3 - 0     | 26:24 | 25:20 | 25:14 |       |       | 76 - 58          |        |
| 06-06-06 | República Dominicana - Trinidad y Tobago | 3 - 0     | 26:24 | 25:16 | 25:20 |       |       | 76 - 60          |        |
| 06-06-06 | Canadá - México                          | 2 - 3     | 21:25 | 21:25 | 25:19 | 25:14 | 19:21 | 111 - 104        |        |
| 07-06-06 | Canadá - Trinidad y Tobago               | 3 - 0     | 25:17 | 25:09 | 25:19 |       |       | 75 - 45          |        |
| 07-06-06 | México - República Dominicana            | 3 - 2     | 23:25 | 25:21 | 17:25 | 25:21 | 15:12 | 105 - 104        |        |

### Grupo B
| Pos | Equipo         | PJ | PG | PP | SF | SC | DS | PTS |
| --- | -------------- | -- | -- | -- | -- | -- | -- | --- |
| 1   | Estados Unidos | 2  | 2  | 0  | 6  | 2  | +4 | 4   |
| 2   | Cuba           | 2  | 1  | 1  | 5  | 3  | +2 | 3   |
| 3   | Panamá         | 2  | 0  | 2  | 0  | 6  | -6 | 2   |

#### Resultados
| Fecha    | Encuentro               | Resultado | Set   | Set   | Set   | Set   | Set   | Puntuación total | Tiempo |
| Fecha    | Encuentro               | Resultado | 1     | 2     | 3     | 4     | 5     | Puntuación total | Tiempo |
| -------- | ----------------------- | --------- | ----- | ----- | ----- | ----- | ----- | ---------------- | ------ |
| 05-06-06 | Estados Unidos - Panamá | 3 - 0     | 25:11 | 25:09 | 25:08 |       |       | 75 - 28          |        |
| 05-06-06 | Panamá - Cuba           | 0 - 3     | 10:25 | 16:25 | 16:25 |       |       | 42 - 75          |        |
| 06-06-06 | Cuba - Estados Unidos   | 2 - 3     | 25:20 | 18:25 | 23:25 | 25:21 | 09:15 | 100 - 106        |        |

### Definición 5.º al 7.º lugar
| Fase      | Fecha       | Encuentro                  | Resultado | Set   | Set   | Set   | Set   | Set | Puntuación total | Tiempo |
| Fase      | Fecha       | Encuentro                  | Resultado | 1     | 2     | 3     | 4     | 5   | Puntuación total | Tiempo |
| --------- | ----------- | -------------------------- | --------- | ----- | ----- | ----- | ----- | --- | ---------------- | ------ |
| 5° puesto | 10 de junio | Panamá - Cuba              | 0 - 3     | 17:25 | 11:25 | 17:25 |       |     | 45 - 75          |        |
| 6° puesto | 11 de junio | Trinidad y Tobago - Panamá | 3 - 1     | 25:23 | 25:17 | 23:25 | 25:17 |     | 98 - 82          |        |

## Fase final

### Final 1.º al 4.º puesto
|  | Cuartos de final      | Cuartos de final     |                        |                        | Semifinales | Semifinales |  |  | Final       | Final |
|  |                       |                      |                        |                        |             |             |  |  |             |       |
|  |                       |                      |                        |                        |             |             |  |  |             |       |
|  |                       |                      |                        |                        |             |             |  |  |             |       |
|  | Estados Unidos        |                      |                        |                        |             |             |  |  |             |       |
|  | 10 de junio           |                      |                        |                        |             |             |  |  |             |       |
|  | Clasifica 1ro en el B |                      |                        |                        |             |             |  |  |             |       |
|  | Estados Unidos        | 3                    |                        |                        |             |             |  |  |             |       |
|  | Estados Unidos        | 3                    | 9 de junio             |                        |             |             |  |  |             |       |
|  |                       | Canadá               | 0                      |                        |             |             |  |  |             |       |
|  | Canadá                | Canadá               | 0                      | 3                      |             |             |  |  |             |       |
|  | Canadá                |                      | 11 de junio            | 3                      |             |             |  |  |             |       |
|  | Panamá                | 0                    |                        |                        |             |             |  |  |             |       |
|  | Panamá                | 0                    | Estados Unidos         | 3                      |             |             |  |  |             |       |
|  |                       |                      | Estados Unidos         | 3                      |             |             |  |  |             |       |
|  |                       | República Dominicana | 1                      |                        |             |             |  |  |             |       |
|  | México                | República Dominicana | 1                      |                        |             |             |  |  |             |       |
|  | 10 de junio           |                      |                        |                        |             |             |  |  |             |       |
|  | Clasifica 1ro en el A |                      |                        |                        |             |             |  |  |             |       |
|  | México                | 0                    | Tercer y cuarto puesto | Tercer y cuarto puesto |             |             |  |  |             |       |
|  | México                | 0                    | Tercer y cuarto puesto | Tercer y cuarto puesto | 9 de junio  |             |  |  |             |       |
|  |                       | República Dominicana | 3                      |                        |             |             |  |  |             |       |
|  | Cuba                  | República Dominicana | 3                      | 1                      | Canadá      | 3           |  |  |             |       |
|  | Cuba                  |                      |                        | 1                      | Canadá      | 3           |  |  |             |       |
|  | República Dominicana  | 3                    |                        | México                 | 0           |             |  |  |             |       |
|  | República Dominicana  | 3                    |                        |                        | 0           |             |  |  |             |       |
|  |                       |                      |                        |                        |             |             |  |  | 11 de junio |       |
|  |                       |                      |                        |                        |             |             |  |  |             |       |

#### Resultados
| Fase             | Fecha       | Encuentro                             | Resultado | Set   | Set   | Set   | Set   | Set | Puntuación total | Tiempo |
| Fase             | Fecha       | Encuentro                             | Resultado | 1     | 2     | 3     | 4     | 5   | Puntuación total | Tiempo |
| ---------------- | ----------- | ------------------------------------- | --------- | ----- | ----- | ----- | ----- | --- | ---------------- | ------ |
| Cuartos de final | 9 de junio  | Canadá - Panamá                       | 3 - 0     | 25:14 | 25:15 | 25:19 |       |     | 75 - 48          |        |
| Cuartos de final | 9 de junio  | Cuba - República Dominicana           | 1 - 3     | 23:25 | 26:28 | 25:21 | 20:25 |     | 94 - 99          |        |
| Semifinal        | 10 de junio | México - República Dominicana         | 0 - 3     | 24:26 | 20:25 | 23:25 |       |     | 67 - 76          |        |
| Semifinal        | 10 de junio | Estados Unidos - Canadá               | 3 - 0     | 25:23 | 26:24 | 25:19 |       |     | 76 - 66          |        |
| Tercer lugar     | 11 de junio | Canadá - México                       | 3 - 0     | 25:22 | 25:18 | 25:22 |       |     | 75 - 62          |        |
| Final            | 11 de junio | Estados Unidos - República Dominicana | 3 - 1     | 17:25 | 25:20 | 25:17 | 25:23 |     | 92 - 85          |        |

## Campeón
| Estados Unidos           |
| Campeón                  |
| Estados Unidos 1° título |

## Clasificación general
| Pos | Equipo               |
| --- | -------------------- |
| 1   | Estados Unidos       |
| 2   | República Dominicana |
| 3   | Canadá               |
| 4   | México               |
| 5   | Cuba                 |
| 6   | Trinidad y Tobago    |
| 7   | Panamá               |